# Giorgio Boatti
Giorgio Boatti (Zinasco, 30 gennaio 1948) è un giornalista, scrittore e storico italiano.

## Biografia
Giorgio Boatti, giornalista professionista e scrittore, è autore di numerosi volumi dedicati alla storia contemporanea dell'Italia del XX secolo, nonché di narrazioni di viaggi lungo l'Italia alla scoperta di realtà suggestive e originali.
Dopo la laurea lavora in diverse Università con Giorgio Rochat, il decano della storiografia militare italiana, e pubblica saggi su riviste specializzate su temi legati all'intelligence, allo spionaggio e alle organizzazioni della sicurezza.
Nel 1979 entra nella redazione del quotidiano Il Lavoro di Genova e vi rimane sino al 1982. Diventato giornalista professionista, egli sceglie di operare da free-lance, collaborando a numerose testate.
A partire dagli anni Ottanta scrive costantemente sul quotidiano il manifesto e collabora come consulente con diverse case editrici. Con Oreste Del Buono firma dal 1997 la rubrica Luoghi comuni che compare per quasi dieci anni, tutti i sabati, sul supplemento Tuttolibri del quotidiano torinese La Stampa. Ha collaborato al settimanale Pagina99.
Tra i suoi libri: L'Arma, I carabinieri da De Lorenzo a Mino (1978); Le spie imperfette. I servizi segreti da Custoza a Beirut (1987); Enciclopedia delle spie (1989); C'era una volta la Guerra Fredda (1994).
Piazza Fontana. 12 dicembre 1969. Il giorno dell'innocenza perduta è il fortunato saggio, apparso per la prima volta nel 1993 da Feltrinelli, sul sanguinoso attentato avvenuto a Milano che diede inizio agli anni di piombo e della «strategia della tensione». Riedito sempre aggiornato nelle successive riedizioni presso l'Editore Einaudi nel 1999, 2009 e infine in occasione del cinquantenario della strage nel 2019, fu oggetto di un lungo processo per diffamazione aggravata. La denuncia arrivò da Massimiliano Fachini, citato nel libro insieme agli elementi che facevano parte della cellula neo-fascista di Padova al cui vertice ci sono Franco Freda e Giovanni Ventura, accusati della strage di Piazza Fontana. Il processo si conclude con la piena assoluzione dell'autore.
Nel 2001 appare Preferirei di no. Le storie dei dodici professori che si opposero a Mussolini (2001, vincitore del Premio Omegna ex aequo con Cesare Garboli. 
Da Arnoldo Mondadori Editore nel 2004 pubblica La terra trema. Messina 28 dicembre 1908. I trenta secondi che cambiarono l'Italia non gli italiani che ha vinto il premio Palmi, il Premio Nazionale Rhegium Julii e il Premio Corrado Alvaro. Sempre da Mondadori ha pubblicato nel 2006 Bolidi. Quando gli italiani incontrarono le prime automobili.
Nel 2012, Boatti cambia genere: affronta una nuova esperienza narrativa, nata da un lungo viaggio attraverso i monasteri italiani pubblicando presso Laterza Sulle strade del silenzio. Viaggio per monasteri d'Italia e spaesati dintorni.
Nel marzo 2014 esce Un paese ben coltivato.  Viaggio nell'Italia che torna alla terra e, forse, a sé stessa, un itinerario attraverso tutta la penisola italiana, alla scoperta di storie di persone che hanno scelto di ridare vita a cascine e masserie, di mettersi insieme per creare aziende radicate nella tradizione ma capaci di sfide innovative. Nel maggio 2016 è uscito, ancora da Laterza, Portami oltre il buio. Viaggio nell'Italia che non ha paura.
Un nuovo cambiamento è Abbassa il cielo e scendi, edito nel 2022. Affrontando per la prima volta il genere letterario del romanzo Boatti narra la storia del fratello Bruno, malato di schizofrenia, del quale l'autore si è preso cura fino alla morte di lui, due anni prima. Il racconto permette di osservare i cambiamenti che hanno riguardato la cura delle persone con mali psichici nel corso di un cinquantennio. Il libro ha vinto il Premio letterario Alessandra Appiano.

## Opere
- L'Arma. I Carabinieri da De Lorenzo a Mino 1962-1977, Prefazione di Giorgio Rochat, Milano, Feltrinelli, 1977.
- Massobrio-Battistelli-Tridente-Del Gatto-Accame-Milanese-Carletti-Salamone-Boatti, Questioni della guerra. Tra politica, sociogia e diritto, Il lavoro editoriale, 1983.
- Le spie imperfette. I servizi segreti italiani da Custoza a Beirut, Milano, Rizzoli, 1987, ISBN 978-88-178-5142-8.
- Enciclopedia delle spie. Da Yalta a oggi, Milano, Rizzoli, 1989, ISBN 88-178-5246-5.
- Vauro Senesi-G. Boatti-Michele Serra, La satira alla guerra, Roma, Manifestolibri, 1991.
- Vauro-G. Boatti, Vita e morte della DC, Roma, Manifestolibri, 1992, ISBN 978-88-7285-032-9.
- Piazza Fontana. 12 dicembre 1969: il giorno dell'innocenza perduta, Milano, Feltrinelli, 1993, ISBN 978-88-071-2006-0. - ediz. aggiornata, Collana Gli struzzi n.514, Torino, Einaudi, 1999, ISBN 978-88-061-5358-8; nuova ed. aggiornata, Collana ET Saggi, Einaudi, 2009; con una nuova introduzione dell'Autore, Collana ET Saggi, Einaudi, 2019, ISBN 978-88-062-4319-7.
- C'era una volta la Guerra Fredda, Milano, Baldini&Castoldi, 1994, ISBN 978-88-85989-69-6.
- Prima passeggiata per Pavia, Edizioni Cardano.
- Pavia al Lanternino. Giorno dopo giorno i corsivi in «mille battute» pubblicati su «La Provincia Pavese», Edizioni Cardano, 1995, ISBN 978-88-735-8095-9.
- Guerra fredda. Guerra di spie, Collana Dossier storia, Firenze, Giunti, 1996, ISBN 978-88-097-6216-9.
- Cielo nostro, Milano, Baldini & Castoldi, 1997, ISBN 978-88-808-9249-6.
- Preferirei di no. Le storie dei dodici professori che si opposero a Mussolini, Collana Gli struzzi n.527, Torino, Einaudi, 2001, ISBN 978-88-06-15194-2; Collana ET Saggi, Einaudi, 2010 ISBN 978-88-06-20161-6, 2017 ISBN 978-88-062-3526-0.
- La terra trema. Messina 28 dicembre 1908. I trenta secondi che cambiarono l'Italia, non gli italiani, Collezione Le Scie, Milano, Mondadori, 2004, ISBN 978-88-04-52673-5; Collana Oscar Storia n.117, Mondadori, 2017.
- Bolidi. Quando gli italiani incontrarono le prime automobili, Collezione Le Scie, Milano, Mondadori, 2006, ISBN 978-88-7847-153-5.
- G. Boatti-Giorgio Casamatti-Maura Dellanoce, Biciclette. Lavoro, storie e vita quotidiana su due ruote, ed. illustrata, Monte Università Parma, 2007, ISBN 978-88-7847-153-5.
- G. Boatti-Giuliano Tavaroli, Spie. I servizi segreti delle multinazionali: dossier, intercettazioni, guerre informatiche, Collana Frecce, Milano, Mondadori, 2008, ISBN 978-88-04-58072-0.
- Sulle strade del silenzio. Viaggio per monasteri d'Italia e spaesati dintorni, Collana I Robinson.Letture, Roma-Bari, Laterza, 2012, ISBN 978-88-420-9815-7.
- Un paese ben coltivato. Viaggio nell'Italia che torna alla terra e, forse, a sé stessa, Collana I Robinson, Roma-Bari, Laterza, 2014, ISBN 978-88-581-0681-5.
- Portami oltre il buio. Viaggio nell'Italia che non ha paura, Collana I Robinson, Roma-Bari, Laterza, 2016, ISBN 978-88-581-1973-0.
- Abbassa il cielo e scendi, Collana Scrittori italiani e stranieri, Milano, Mondadori, 2022, ISBN 978-88-047-4644-7.
- Inganno di Stato. Intrighi e tradimenti della polizia politica tra fascismo e Repubblica, Collana Passaggi, Torino, Einaudi, 2024, ISBN 978-88-062-6064-4.

### Curatele
- Il comunismo portatile. Più di 150 anni di parole che non hanno cambiato il mondo, Milano, Rizzoli, 1992.